# Magdalena penitente (El Greco, tipo V)
Magdalena penitente es una pintura realizado por Doménikos Theotocópuli—el Greco— que se encuentra en una colección privada.

## Introducción
En su catálogo razonado de obras del Greco, Harold Wethey distingue cinco modelos sobre el tema de Magdalena penitente, existiendo solo un ejemplar seguro de cada uno de ellos. Según este autor, el presente lienzo es el prototipo del modelo V de dicha temática, existiendo varias copias del mismo.

## Temática de la obra
María Magdalena es la síntesis de tres personajes que el papa Gregorio Magno reconoció como sola persona:
1. María de Betania, la hermana de Marta y de Lázaro. (Lc 10: 38-42[4]y Jn 11: 1-4[5])
2. La mujer que ungió con ungüento los pies de Jesús y los secó con sus cabellos. (Lc 7:36-50)[6]
3. La mujer que estuvo al pie de la cruz (Mc 15:40)[7]o mirando desde lejos (Mt 27:55-56,[8] Jn 19:25[9]y Lc 23:49[10]) durante la crucifixión, y fue más tarde a la tumba de Jesús, siendo la primera persona que lo vio después de su resurrección.[11]

La devoción a María Magdalena estuvo fomentada por la Iglesia de la Contrarreforma española, que vio en ella un modelo apropiado para estimular las virtudes del arrepentimiento y de la meditación.

## Análisis de la obra

### Datos técnicos y registrales
- Pintura al óleo sobre lienzo;
- Dimensiones: 118 x 105 cm;
- Datación: hacia 1605-1610;
- Firmado con letras griegas en cursiva, en el papel de la izquierda: δομήνικος θεοτοκóπουλος ε'ποíει;
- Catalogado por :Wethey con el n.º 264, y por Tiziana Frati con la referencia 151-a.[13]

### Descripción de la obra
En esta obra, el Greco vuelve al esquema general de las primeras versiones de este tema: Magdalena penitente (Worcester) —el tipo I— y Magdalena penitente (Kansas) —el tipo II— pero sin su elegancia teatral y algo amanerada. Asimismo, el tipo humano y la atmósfera sentimental son absolutamente diferentes de las de aquellas dos.
El Greco representa a Magdalena como una mujer todavía joven y bella, pero sin trajes suntuosos. Ello la asemeja a la Magdalena penitente (Sitges) —el tipo IV— y se adecua a su condición de eremita, aunque aquí viste una túnica azul y un manto rojo, que resaltan sobre las rocas pardas. También tiene semejanzas con la Magdalena penitente (Budapest)  —tipo III— por su hombro y su pecho desnudos, pero carece del ligero erotismo que había en aquel lienzo. Magdalena apoya su mano derecha sobre el pecho, y con la izquierda señala el libro y la calavera, que reposan sobre una roca, en la parte izquierda del cuadro. La entrada a la cueva está en la parte derecha, en una pared rocosa donde crece la hiedra. A la izquierda y sobre Magdalena, está representado un fondo de paisaje con nubes amenazantes en un celaje marrón rojizo y gris, muy diferente del de todas las versiones anteriores.
Los pliegues de la ropa y el azul de la túnica de la santa se confunden con las nubes tempestuosas del expresionista paisaje, como si el cosmos reflejara el mundo interior del personaje. En estos años y con obras como ésta, el Greco entró en una nueva etapa, que Álvarez Lopera llama "de exaltación y exacerbamiento".

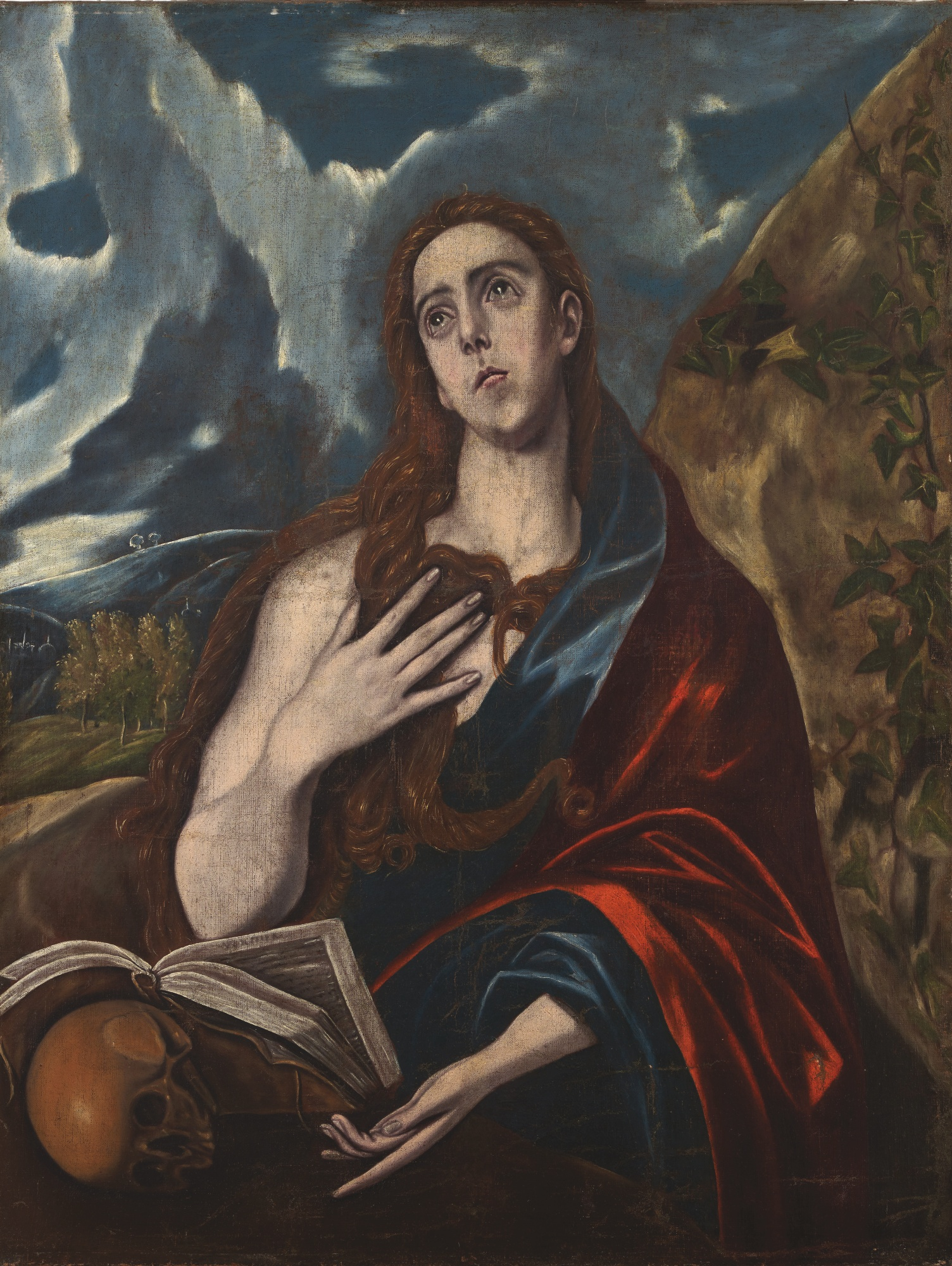
Óleo catalogado por Wethey con la referencia X-420

## Procedencia de la obra
- Wethey la menciona en la colección de Félix Valdés Izaguirre.[19]

## Copias
Se conocen cinco copias, de poca calidad, y generalmente de difícil acceso. Una de ellas es la siguiente:
- Óleo sobre lienzo; Dimensiones: 105 x 80 cm; ¿Copia del siglo XVII?; Paradero desconocido; Catalogado por Wethey con la referencia X-420.[20]